# Hrvati u Alžiru
Hrvati u Alžiru su osobe u Alžiru s punim, djelomičnim, ili većinskim hrvatskim podrijetlom, ili u Hrvatskoj rođene osobe s prebivalištem u Alžiru.

## Povijest
Izvori bilježe da je u Alžiru između dvaju svjetskih ratova živjelo nekoliko stotina Hrvata.
Hrvati su u Alžiru u doba titoističke Hrvatske bili nazočni kao radnici na građevinskim projektima. Zadnja velika nazočnost bila je za vrijeme Domovinskog rata, kad su radikalni islamisti, a nekoliko dana poslije ubili sedam svećenika trapista iz samostana Majke Božje Atlaške. 14. prosinca 1993. godine radikalni su islamisti ubili hrvatske radnike na jednom gradilištu. Počinitelji su razdvojili muslimane i kršćane da ne bi ubili muslimane. Trojica Hrvata preživjela su zahvaljujući solidarnosti jednog bh. Muslimana, radnika s tog gradilišta. O tom svjedoče redovnici u pismu listu La Croix 22. siječnja 1994. godine, objavljeno 24. siječnja 1994. godine.